# デジールSP
『デジールSP』（デジールスペシャル）は、秋田書店が発行していた日本の女性向け隔月刊漫画雑誌。1978年、『ひとみ』（秋田書店）の別冊『デジール』として刊行開始。1985年、月刊誌『デジール』として独立創刊。2000年に隔月刊（偶数月刊）となる。2007年に『デジールSP』に誌名を変更。発売日は発行月の前々月（偶数月）28日。
2009年10月28日発売の12月号をもって休刊した。

## 概要
前身となる『ひとみ』の別冊『デジール』は、少女向け漫画雑誌として発行された。しかし次第にターゲットの年齢層が上がり、後年は「心揺さぶる感動のハーモニー」をキャッチフレーズに、大人の女性をターゲットにした作品を掲載していた。また『Eleganceイブ』（秋田書店）で連載を終了した佐伯かよのの『緋の稜線』と『燁姫』が再度掲載されていた。

## 沿革
- 1978年12月 - 前身となる『デジール』別冊ひとみ冬の号（1979年1月発行）が発売。
- 1985年3月 - 月刊誌『デジール』として独立創刊。発売日は前月13日。
- 2000年7月 - 隔月刊（偶数月刊）となり、発売日を前月（奇数月）3日に変更。
- 2002年 - 2004年ごろ - 発売日を前々月（偶数月）28日に変更。
- 2007年3月 - 20日に『デジール』の増刊として『デジールSPプレスペシャル』が発売。
- 2007年4月 - 28日発売の6月号から『デジールSP』に誌名を変更。
- 2009年10月 - 28日発売の12月号をもって休刊。

## 掲載していた主な漫画家
- あまねかずみ
- 金子節子
- 坂口みく
- 星野めみ
- まつもと史子
- 横谷順子

## 増刊誌
- デジールDX（デジールデラックス）
  - 2004年5月に刊行開始。隔月刊（奇数月刊）。発売日は前々月（奇数月）20日。主に長編読切作品が掲載された。全17号が発行されたが、2007年1月に『デジール』に吸収されるかたちで休刊した。